# Hans Holle
Hans Hermann Holle (* 20. Dezember 1934 in Hameln) ist ein deutscher bildender Künstler.

## Leben
Holle absolvierte nach der Schulzeit eine Lehre im Druckereigewerbe. Aus dieser Zeit sind Zeichnungen erhalten. Später bildete er sich in der Malerei aus, malte figurativ und experimentierte mit unterschiedlichen farbigen Materialien auf Leinwand. Nach Reisen durch Spanien, Griechenland und Frankreich wohnte er bis Mitte der 1950er Jahre in Frankfurt am Main. 1956 zog er nach München. Seit 1964 wohnt Hans Holle in Berlin. Er trennte sich von seiner Frau Gisela Chmiel und heiratete Ingeborg Mynter. 1967 wurde sein Sohn Daniel geboren.

## Werk
Hans Holles Arbeitsschwerpunkte sind die Malerei und die Drucktechniken der Radierung, des Holzschnitts und der Lithographie. In seinen Radierungen nutzt er verschiedene Techniken, oft in einem einzelnen Bild, wie Kaltnadelradierung, Aquatinta und Strichätzung.
Die in seinen Arbeiten innewohnende symbolische Form ist Vermittlerin von Erfahrung und Erinnerung im Gestaltungsprozess. Die Gestalt des Werkes legt er im Prozess des Entstehens fest. Der Zufall wird in die Entstehung mit einbezogen und macht sie so zu einer Interaktion des Künstlers mit der Farbe und der Form.

## Ausstellungen  (Auswahl)
- Haus am Lützowplatz, Berlin
- Kunsthalle Filossofgangen, Odense, DK
- Kunstverein Rudköbing, DK
- Bauhaus Rudköbing, DK
- Galeri Zenit, Kopenhagen, DK
- Galeri Marius, Kopenhagen, DK
- Galerie Lea, München
- Galerie Schneider, Zürich, CH
- Galerie Kilian, Celle
- Galeri Husarstalden, DK
- Galerie Melki, Paris, F
- Carus Galerie New York, USA
- Galeri Sct. Agnes, Roskilde, DK